# Amadou Sakanogo
Amadou Sakanogo (* 26. Juni 1966 in M’Bahiakro, Elfenbeinküste) ist ein ehemaliger ivorischer Fußballspieler und jetziger Trainer.

## Leben
Sakanogo wurde in M’Bahiakro, in der Region N’Zi-Comoé geboren, wuchs jedoch in Abobo in der Region Lagunes auf.

### Verein
Sakanogo begann seine Karriere mit Espoir Football Club Abobo und startete 1987 seine Profi-Karriere bei ASC Bouaké. Am 26. Dezember 1988 verließ Barracuda den ASC Bouaké und wechselte zu ASEC Mimosas. Bei ASEC reifte Saka zum Leistungsträger und gewann mit dem Verein drei Meisterschaften (1990, 1991 und 1995), zweimal den Côte d’Ivoire Cup (1990 und 1995), dreimal den Félix Houphouët-Boigny Cup, einmal den IFF Cup (1995) und stand 1995 im Finale der CAF Champions League. Im Jahre 1996 verließ er ASEC für eine Karriere in Frankreich bei Olympique Saint-Denis. Nach kurzer Zeit kehrte er Frankreich den Rücken und spielte bis 2000 für Stella Club Adjamé und ASI d’Abengourou. Im Frühjahr 2000 wechselte Barracuda zu Sabé Sport de Bouna, wo er im Jahre 2002 seine Karriere beendete.

### Nationalmannschaft
Sakanogo gehörte in den 1990er Jahren zur Fußballnationalmannschaft der Elfenbeinküste.

### Trainerkarriere
Er startete 2004 seine Trainer Karriere in Europa und kehrte 2005 in die ivorische Ligue 2 MTN zurück. Wo er mehrere Jahre Hiré FC trainierte.
Am 23. August 2011 wurde Sakanogo zum Technischen Direktor bei AS Denguélé ernannt. Seit 2012 gehörte er zum Centre Technique National de Football (CTNF) in Bingerville. Am 14. Februar 2012 kehrte er zu ASEC Mimosas zurück und ist seitdem in dem dortigen Jugendinternat Académie de Sol Beni (Académie MIMOSIFCOM) Co-Trainer.